# Otto Schulze (Wasserbauingenieur)
Friedrich Wilhelm Otto Schulze (* 13. August 1868 in Wriezen; † 7. Juni 1941 in Danzig) war ein deutscher Wasserbauingenieur und Hochschullehrer. Er lehrte als Professor für Wasserbau und Hafen, an der Technischen Hochschule Danzig, war zeitweise Rektor der Hochschule und Senator der Freien Stadt Danzig.

## Leben
Otto Schulze studierte an der Technischen Hochschule (Berlin-)Charlottenburg Wasserbau. Während seines Studiums wurde er 1887 Mitglied der Freien Burschenschaft Ottonia Berlin und 1889 Mitglied der Burschenschaft Hevellia Berlin. Nach dem Studium arbeitete er in der preußischen Wasserbauverwaltung. 1896 gewann er den Schinkelwettbewerb des Architekten-Vereins zu Berlin. Im gleichen Jahr wurde er nach dem bestandenen 2. Staatsexamen zum Regierungsbaumeister (Assessor in der öffentlichen Bauverwaltung) ernannt. Ab 1902 arbeitete er im preußischen Ministerium der öffentlichen Arbeiten in Berlin. Seit 1904 war er Wasserbauinspektor.
1904 erhielt er einen Ruf als Professor für Wasserbau und Land an die Technische Hochschule Danzig. 1919 bis 1923 war er Rektor der Hochschule. 1921 gehörte er zu den Gründern der Gesellschaft der Freunde der Technischen Hochschule Danzig. Als Vorsitzender der VaB Danzig organisierte er 1924 den Burschentag der DB in Danzig und bekam das Ehrenband der Burschenschaft Markomannia Danzig verliehen.
Otto Schulze gehörte der Danziger DNVP an, die bei der Wahl zur verfassungsgebenden Versammlung in Danzig 1920 stärkste Fraktion wurde. Im Senat Sahm I war er 1920 bis 1924 ehrenamtlicher Senator ohne Geschäftsgebiet. Im November 1933 unterzeichnete er das Bekenntnis der deutschen Professoren zu Adolf Hitler.
Im Jahr 1924 verlieh ihm Technische Hochschule Berlin die Ehrendoktorwürde (als Dr.-Ing. E. h.).
Otto Schulze war verheiratet mit Katharina Schulze geb. Horch und hatte zwei Kinder, einen Sohn und eine Tochter. Er starb am 7. Juni 1941 in Danzig.